# Stazione di Cammarata-San Giovanni Gemini
La stazione di Cammarata-San Giovanni Gemini è una stazione ferroviaria di RFI e lo scalo ferroviario delle città siciliane di Cammarata e San Giovanni Gemini.
È frequentata soprattutto da viaggiatori pendolari, impiegati o studenti in genere diretti verso i centri vicini ma anche verso Palermo.

## Strutture e impianti
La stazione insiste sulla direttrice ferroviaria Palermo-Agrigento-Porto Empedocle per la quale è stazione passante.

## Movimento
Nella stazione effettuano servizio esclusivamente treni regionali della relazione Palermo-Agrigento (e viceversa) con cadenza oraria. 
Le destinazioni sono Agrigento Centrale, Palermo Centrale e dal 2023 Palermo Aeroporto.